# François Lazaro
François Lazaro, né en 1949 à Paris, est un metteur en scène, marionnettiste et acteur français. Il cofonde en 1973 la Compagnie Daru avant de créer en 1984 sa propre compagnie appelée Théâtre-Espace-Marionnette puis rebaptisée Clastic Théâtre en 1996.

## Biographie
François Lazaro est né le 15 décembre 1949 à Paris. En 1973, il cofonde avec Christian Chabaud et Michel Ploix la Compagnie Daru. Il fonde sa propre compagnie en 1984, le Clastic Théâtre, qui devient lieu de compagnonnage en Île-de-France. De 2001 à 2003, il est responsable pédagogique à l’École nationale supérieure des arts de la marionnette (ESNAM) et anime des ateliers de pratique artistique autour de la marionnette à l'Université Sorbonne-Nouvelle au sein de l'Institut d'Études Théâtrales,. Il arrête l'activité de sa compagnie en 2019.

## Théâtre
- 1977 : Tristan et Yseult, Compagnie Daru, Christian Chabaud, François Lazaro et Michel Ploix
- 1978 : La Porte close ?, Compagnie Daru, Christian Chabaud, François Lazaro et Michel Ploix
- 1981 : Le Gardien d'images, Compagnie Daru, Christian Chabaud, François Lazaro et Michel Ploix
- 1985 : La Légende des siècles, Compagnie MAL-TJP, François Lazaro
- 1985 : Les Portes du regard
- 1987 : Le Horla, Pierre Alanic et François Lazaro
- 1988 : Samotnosc (Solitude)
- 1989 : Pour en finir encore
- 1991 : Les Portes du regard
- 1992 : L'Effacement
- 1997 : Entre chien et loup, Clastic Théâtre, François Lazaro
- 1999 : Le Rêve de votre vie, Clastic Théâtre, François Lazaro
- 2001 : Paroles mortes ou Lettres de Pologne, Clastic Théâtre, François Lazaro
- 2006 : Actes sans paroles 1, Clastic Théâtre, Aurélia Ivan et François Lazaro
- 2008 : Valises, Clastic Théâtre, Aurélia Ivan et François Lazaro
- 2010 : L'Oggre et la Poupée, Clastic Théâtre, François Lazaro
- 2013 : Des hurlements montaient le long des saules pleureurs
- 2015 : Origine/Monde[6]

## Pour approfondir